# کریم‌آباد (ازنا)
کریم‌آباد روستایی در دهستان ازنا بخش مرکزی شهرستان خرم‌آباد استان لرستان ایران است.

## جمعیت
بر پایه سرشماری عمومی نفوس و مسکن در سال ۱۳۹۵ جمعیت این روستا ۳۲۷ نفر (۱۰۳خانوار) بوده‌است.